# Federico Marchetti
Pour les articles homonymes, voir Marchetti.
Federico Marchetti (né le 7 février 1983 à Bassano del Grappa, en province de Vicence, en Vénétie) est un footballeur international italien, évoluant au poste de gardien de but.

## Biographie

### Carrière en club

#### Débuts professionnels
Originaire de Cassola dans la province de Vicence, Federico Marchetti commence à jouer au football avec les jeunes de Bessica, petite commune de la province de Trévise. Marchetti part ensuite à Turin pour rejoindre le centre de formation du Torino FC avant d'être prêté dans plusieurs clubs de renom inférieures afin qu'il engrange de l'expérience.
Il débute donc sa carrière professionnelle en Serie C2 à l'US Pro Vercelli. Marchetti est titulaire, l'équipe se classe à la 17e place mais se sauve en play-out. Il passe ensuite à l'échelon supérieur, la Serie C1 au FC Crotone lors de la saison 2003-2004. Marchetti est réserviste, il ne joue pas. En janvier, il est alors prêté pour les 6 mois restants à Trévise en Serie B sans toutefois fouler la pelouse.

#### Torino, AS Biellese
Après cette saison blanche, il retourne au Torino FC, alors en Serie B. Il est le troisième gardien de l'équipe derrière Stefano Sorrentino et Alberto Fontana. Il ne joue qu'un seul match mais fait ses débuts en Serie B avec 1 but encaissé face à Trévise (1-2) à la suite de l'expulsion de Sorrentino.
En janvier 2005, il est remplacé au mercato par le plus expérimenté Gianluca Berti. Federico Marchetti est donc prêté pour le reste de la saison à l'US Pro Vercelli en Serie C2, club de ses débuts professionnels. Le club termine encore 17e et se sauve une nouvelle fois aux play-out.
À la mi-2005, le Torino qui à l'origine fut promu en Serie A, fait faillite et une nouvelle équipe débute à nouveau en Serie B comme successeur. Tous les anciens joueurs du Torino ont été autorisés à quitter gratuitement le club, Marchetti signe donc à l'UC AlbinoLeffe puis part pour l'AS Biellese en copropriété. Toujours en Serie C2 lors de la saison 2005-2006, il joue 28 matchs de championnat. L'équipe termine 16e mais bat Portogruaro en play-out.

#### Albinoleffe
Ce n'est que la saison suivante qu'il fait son retour en Serie B, étant racheté par l'UC Albinoleffe pour 500 euros. Barré par le gardien titulaire Paolo Acerbis, Marchetti arrive pourtant à jouer pas moins de 13 matchs, souvent probants. L'équipe termine à la 10e place et il devient titulaire dès la saison suivante. Lors de la saison 2007-2008, il enchaîne les très bonnes performances et permet au club d'obtenir une qualification historique pour les play-offs en terminant 4e.
Peu avant les play-offs, Marchetti subit une opération chirurgicale au coude mais parvient à revenir juste à temps pour les disputer. L'équipe sera sortie en finale par l'US Lecce (0-1, 1-1). Grâce à de grandes prestations (n'encaissant que 28 buts en 32 matchs de championnat), il remporte ensuite le prix du meilleur gardien de Serie B, ce qui soulève un intérêt considérable auprès des équipes de l'élite.

#### Confirmation à Cagliari
Il est prêté pour la saison 2008-09 en Serie A, au Cagliari Calcio, prêt avec option d'achat d'une copropriété fixée à 2,5 millions d'euros. Titulaire, guère impressionné par l'élite, il confirme les qualités qu'il avait montré la saison précédente. Il joue 35 matchs et participe activement à la bonne saison du club sarde, 9e du championnat. Il sera désigné meilleur gardien de la saison pour sa première expérience en Serie A. Cela suffit à Cagliari pour acquérir l'intégralité du joueur pour un chiffre d'environ 4,5 millions d'euros.
Marchetti est titulaire inamovible lors de la saison 2009-2010 avec Cagliari mais les débuts sont difficiles pour le gardien vénitien. Il encaisse 6 buts pour les 4 premières journées de Serie A et l'équipe ne remporte aucun match. Dans la confrontation contre Bari (0-1), il effectue un arrêt décisif dans les dernières secondes de jeu sur un tir de près qui aurait pu donner le nul aux joueurs des Pouilles. Il offre donc à Cagliari sa première victoire de la saison.
L'équipe obtient son maintien et termine 14e. Ses prestations sont très bonnes, il est considéré comme d'un grand avenir pour le football italien, notamment dans l'optique du remplacement d'un Gianluigi Buffon vieillissant en équipe nationale. Par ses performances, il gagne le droit d'aller en Coupe du monde en tant que deuxième gardien de l'équipe nationale.

#### Conflit avec son président
Lors du mercato, il est au centre des attentions mais malgré quelques contacts, aucun club ne désire débourser les 10-15 millions demandés. Malgré ses demandes répétées de départ, il reste au club. Attendu évidemment comme titulaire, il se retrouve dès le début de saison troisième gardien derrière Michael Agazzi et Ivan Pelizzoli.
Son président Massimo Cellino, lui fait vraisemblablement payer ses déclarations de l'été où il désirait ardemment rejoindre la Sampdoria, qualifiée pour le tour préliminaire de la Ligue des Champions. Mis hors du groupe, l'ancien titulaire doit s'entraîner seul à part.
Son calvaire continue et Marchetti déclare à la Gazzetta dello Sport : « Les jours les plus difficiles sont le samedi et le dimanche. Je ne suis jamais convoqué, donc je vais à la mer ou au cinéma. Parfois, je vais courir et des gamins m’encouragent. Je me sens comme Rocky avant un combat.»
Dépité, il porte plainte le 23 octobre 2010 auprès du Collège Arbitral pour se voir libérer de son contrat, et obtenir un dédommagement. Il suit en cela la procédure suivie par le macédonien Goran Pandev avec la Lazio de Rome avant qu'il ne signe à l'Inter Milan.
Au mercato d'hiver, Marchetti s'attend à ce que son président le laisse partir. On l'annonce au Genoa mais il doit finalement rester au club jusqu'à la fin de la saison sans jouer un seul match.

#### Lazio
Après le départ du gardien international uruguayen Fernando Muslera à la fin de la saison 2010-2011, Marchetti est transféré à la Lazio pour le remplacer. Il arrive à Rome le 5 juillet 2011 et signe un contrat de cinq ans pour un montant de 5,2 millions d'euros payables en trois versements.
Le portier italien choisit le numéro 83, son année de naissance et fait part de son ressentiment : « Je n’ai eu aucun doute, le projet m’a convaincu. À partir du premier jour où j’ai été en contact, j’ai toujours espéré que la transaction se concrétise. Je voulais le maillot biancoceleste.»
Après quelques matchs amicaux, Marchetti dispute son premier match officiel sous ses nouvelles couleurs le 18 août 2011 contre le Rabotnički Skopje (6-0) lors des barrages de Ligue Europa.

### Carrière en sélection
Le 6 juin 2009, Federico Marchetti fait ses grands débuts sous les couleurs de Italie en amical contre l'Irlande du Nord (3-0). Il dispute intégralement la rencontre comptant pour les éliminatoires à la Coupe du monde 2010 face à Chypre (3-2) mais encaisse ses deux premiers buts en sélection.
Au cours de l'année 2009, il devient la doublure de Gianluigi Buffon et continue les apparitions sous le maillot de la Squadra Azzurra notamment contre la Suède (1-0) et le Cameroun (0-0).
Marcello Lippi le convoque pour jouer le Mondial 2010 en Afrique du Sud. Peu avant la compétition, Marchetti joue le match amical contre la Suisse. Il encaisse rapidement un but de Gökhan Inler mais son coéquipier Fabio Quagliarella permet à l'Italie d'obtenir le nul.
Lors du premier match de groupe face au Paraguay, Gianluigi Buffon se blesse au dos et doit sortir à la mi-temps. Profitant de cette blessure, il entre en jeu et dispute donc la seconde période tout en gardant sa cage inviolée. Marchetti est titulaire lors des deux autres matchs de poule contre la Nouvelle-Zélande et la Slovaquie. Il participe au désastre de l'équipe nationale qui se fait éliminer d'un groupe pourtant peu relevé, en encaissant 4 buts en 3 matchs.

## Palmarès

### En club
Frederico Marchetti remporte la Coupe d'Italie en 2013 avec la Lazio.
- Finaliste de la Coupe d'Italie en 2017 avec La Lazio 

### Distinctions individuelles
Il est élu meilleur gardien de Serie B lors de la saison 2007-2008 puis meilleur gardien de Serie A lors de la saison 2008-2009.